# Bleichenbach
Bleichenbach ist ein Stadtteil von Ortenberg  im südhessischen Wetteraukreis.

## Geographische Lage
Bleichenbach liegt auf einer Höhe von 140 m über NN, 3 km südlich des Zentrums von Ortenberg, 6 km nordwestlich von Büdingen und ca. 35 Kilometer östlich von Frankfurt am Main im Bleichetal, durch das der Bleichenbach fließt.

## Geschichte

### Ortsgeschichte
Die älteste erhaltene Erwähnung von Bleichenbach stammt von ca. 1160/1170, als ein Gumprath de Bleichenbach im Codex Eberhardi genannt wird. Der Ort selbst wird im Jahr 1232 erwähnt.
Bleichenbach gehörte im Mittelalter und in der frühen Neuzeit zum Amt Ortenberg, einem Kondominat, das von drei Landesherren aus dem Kreis der Mitglieder des Wetterauer Grafenvereins gebildet wurde. Zu den Einzelheiten siehe: hier. 1601 kam es zu einer Realteilung des Kondominats, wobei das Dorf Bleichenbach an die Grafschaft Hanau-Münzenberg, ab 1642: Grafschaft Hanau, fiel. Die Grafschaft Hanau wiederum fiel 1736 beim Tod des letzten Hanauer Grafen, Johann Reinhard III., aufgrund eines Erbvertrages an die Landgrafschaft Hessen-Kassel. Das Hanauer, später hessische „Amt Ortenberg“ bildete dann ab 1810 einen Teil des großherzoglich-hessischen Amtes Ortenberg. 1821 bildete das Großherzogtum den Landratsbezirk Nidda, in den auch alle Teile des ehemaligen Amtes Ortenberg verschmolzen und der ab 1832 Kreis Nidda hieß. Mit der Revolution von 1848 wurde kurzzeitig der Regierungsbezirk Nidda gebildet, 1852 aber der Kreis Nidda wiederbelebt. 1874 kamen die Gebiete des ehemaligen Amtes Ortenberg zum Landkreis Büdingen, der mit der Gebietsreform in Hessen 1972 im Wetteraukreis aufging.
Hessische Gebietsreform (1970–1977)
Bleichenbach  wurde im Zuge der Gebietsreform in Hessen zum 1. Juli 1971 mit den Städten Ortenberg und Lißberg sowie vier weiterer kleinerer umliegender Gemeinden auf freiwilliger Basis zu erweiterten Stadt Ortenberg zusammengeschlossen.
Für Bleichenbach wurde, wie für die übrigen Stadtteile von Ortenberg, ein Ortsbezirk  gebildet.

### Verwaltungsgeschichte im Überblick
Die folgende Liste zeigt die Staaten und Verwaltungseinheiten, denen Bleichenbach angehört(e):
- vor 1601: Heiliges Römisches Reich, Amt Ortenberg (Kondominat des Wetterauer Grafenvereins)
- ab 1601: Heiliges Römisches Reich, Grafschaft Hanau-Münzenberg, Amt Ortenberg
- ab 1736: Heiliges Römisches Reich, Landgrafschaft Hessen-Kassel, Grafschaft Hanau-Münzenberg, Amt Ortenberg
- ab 1803: Heiliges Römisches Reich, Landgrafschaft Hessen-Kassel, Fürstentum Hanau, Amt Ortenberg[Anm. 2]
- ab 1806: Kaiserreich Frankreich,[Anm. 3] Fürstentum Hanau, Amt Ortenberg (Militärverwaltung)
- ab 1810: Großherzogtum Hessen (Souveränitätslande),[Anm. 4] Fürstentum Oberhessen, Amt Ortenberg
- ab 1815: Großherzogtum Hessen (Souveränitätslande), Provinz Oberhessen, Amt Ortenberg[9] (zur Standesherrschaft Stolberg gehörig)
- ab 1821: Großherzogtum Hessen, Provinz Oberhessen, Landratsbezirk Nidda[10][Anm. 5]
- ab 1832: Großherzogtum Hessen, Provinz Oberhessen, Kreis Nidda
- ab 1848: Großherzogtum Hessen, Regierungsbezirk Nidda
- ab 1852: Großherzogtum Hessen, Provinz Oberhessen, Kreis Nidda
- ab 1867: Norddeutscher Bund,[Anm. 6]  Großherzogtum Hessen, Provinz Oberhessen, Kreis Nidda
- ab 1871: Deutsches Reich, Großherzogtum Hessen, Provinz Oberhessen, Kreis Nidda
- ab 1874: Deutsches Reich, Großherzogtum Hessen, Provinz Oberhessen, Kreis Büdingen
- ab 1918: Deutsches Reich (Weimarer Republik), Volksstaat Hessen, Provinz Oberhessen, Kreis Büdingen
- ab 1938: Deutsches Reich, Volksstaat Hessen, Landkreis Büdingen[11][Anm. 7]
- ab 1945: Amerikanische Besatzungszone, Groß-Hessen,[Anm. 8] Regierungsbezirk Darmstadt, Landkreis Büdingen
- ab 1946: Amerikanische Besatzungszone, Land Hessen, Regierungsbezirk Darmstadt, Landkreis Büdingen
- ab 1949: Bundesrepublik Deutschland, Land Hessen, Regierungsbezirk Darmstadt, Landkreis Büdingen
- ab 1971: Bundesrepublik Deutschland, Land Hessen, Regierungsbezirk Darmstadt, Landkreis Büdingen, Stadt Ortenberg
- ab 1972: Bundesrepublik Deutschland, Land Hessen, Regierungsbezirk Darmstadt, Wetteraukreis, Stadt Ortenberg

### Kirchliche Verhältnisse
Die älteste erhaltene Erwähnung von Bleichenbach aus dem Jahr 1219 nennt auch eine Kapelle im Ort, deren Patronat beim Kloster Konradsdorf lag. Im 15. Jahrhundert hatte das Patronat die Kurpfalz inne, die es 1477 den Herren von Bleichenbach zu Lehen gab. 1504 wurde es von Hanau gekauft. Vor der Reformation gehörte die Kirchengemeinde zur Diözese Mainz, kirchliche Mittelbehörde war das Archidiakonat des Propstes des Klosters Konradsdorf. Im Zuge der Reformation schlossen sich alle Landesherren des Ortenberger Kondominats der reformierten Richtung der Reformation an und damit auch Bleichenbach.
Historische Religionszugehörigkeit
| • 1961: | 460 evangelische (= 86,79 %), 54 katholische (= 10,19 %) Einwohner |

### Ereignisse
1662 kam es im Hanauer Amt Ortenberg zu einer massiven Hexenverfolgung. Eine zentrale Rolle bei der Verfolgung der „Hexen“ spielte wahrscheinlich der Hanauer Amtmann Ludwig Geis. Auch drei Frauen aus Bleichenbach, Maria Cröll, Maria Neun und die Hebamme Vei Ehewalt, wurden als Hexen hingerichtet und mit dem Schwert geköpft.

## Bevölkerung
Einwohnerstruktur 2011
Nach den Erhebungen des Zensus 2011 lebten am Stichtag dem 9. Mai 2011 in Bleichenbach 1467 Einwohner. Darunter waren 45 (3,1 %) Ausländer.
Nach dem Lebensalter waren 255 Einwohner unter 18 Jahren, 603 zwischen 18 und 49, 297 zwischen 50 und 64 und 312 Einwohner waren älter.
Die Einwohner lebten in 630 Haushalten. Davon waren 177 Singlehaushalte, 177 Paare ohne Kinder und 196 Paare mit Kindern, sowie 66 Alleinerziehende und 12 Wohngemeinschaften. In 135 Haushalten lebten ausschließlich Senioren und in 411 Haushaltungen lebten keine Senioren.
Einwohnerentwicklung
| Bleichenbach: Einwohnerzahlen von 1834 bis 2022 | Bleichenbach: Einwohnerzahlen von 1834 bis 2022 | Bleichenbach: Einwohnerzahlen von 1834 bis 2022 | Bleichenbach: Einwohnerzahlen von 1834 bis 2022 | Bleichenbach: Einwohnerzahlen von 1834 bis 2022 |
| --- | ----------------------------------------------- | ----------------------------------------------- | ----------------------------------------------- | ----------------------------------------------- |
| Jahr |                                                 |                                                 |                                                 | Einwohner                                       |
| 1834 | 1834                                            |                                                 | 852                                             | 852                                             |
| 1840 | 1840                                            |                                                 | 928                                             | 928                                             |
| 1846 | 1846                                            |                                                 | 833                                             | 833                                             |
| 1852 | 1852                                            |                                                 | 809                                             | 809                                             |
| 1858 | 1858                                            |                                                 | 765                                             | 765                                             |
| 1864 | 1864                                            |                                                 | 763                                             | 763                                             |
| 1871 | 1871                                            |                                                 | 750                                             | 750                                             |
| 1875 | 1875                                            |                                                 | 759                                             | 759                                             |
| 1885 | 1885                                            |                                                 | 754                                             | 754                                             |
| 1895 | 1895                                            |                                                 | 748                                             | 748                                             |
| 1905 | 1905                                            |                                                 | 768                                             | 768                                             |
| 1910 | 1910                                            |                                                 | 756                                             | 756                                             |
| 1925 | 1925                                            |                                                 | 781                                             | 781                                             |
| 1939 | 1939                                            |                                                 | 812                                             | 812                                             |
| 1946 | 1946                                            |                                                 | 1.317                                           | 1.317                                           |
| 1950 | 1950                                            |                                                 | 1.265                                           | 1.265                                           |
| 1956 | 1956                                            |                                                 | 1.115                                           | 1.115                                           |
| 1961 | 1961                                            |                                                 | 1.118                                           | 1.118                                           |
| 1967 | 1967                                            |                                                 | 1.180                                           | 1.180                                           |
| 1970 | 1970                                            |                                                 | 1.222                                           | 1.222                                           |
| 1980 | 1980                                            |                                                 | ?                                               | ?                                               |
| 1990 | 1990                                            |                                                 | ?                                               | ?                                               |
| 2000 | 2000                                            |                                                 | ?                                               | ?                                               |
| 2008 | 2008                                            |                                                 | 1.321                                           | 1.321                                           |
| 2010 | 2010                                            |                                                 | 1.586                                           | 1.586                                           |
| 2011 | 2011                                            |                                                 | 1.467                                           | 1.467                                           |
| 2014 | 2014                                            |                                                 | 1.564                                           | 1.564                                           |
| 2018 | 2018                                            |                                                 | 1.565                                           | 1.565                                           |
| 2022 | 2022                                            |                                                 | 1.480                                           | 1.480                                           |
| Datenquelle: Historisches Gemeindeverzeichnis für Hessen: Die Bevölkerung der Gemeinden 1834 bis 1967. Wiesbaden: Hessisches Statistisches Landesamt, 1968. Weitere Quellen: ; Stadt Ortenberg:; Zensus 2011; 2022 |                                                 |                                                 |                                                 |                                                 |

## Politik

### Ortsbeirat
Für Bleichenbach besteht ein Ortsbezirk (Gebiete der ehemaligen Gemeinde Bleichenbach) mit Ortsbeirat und Ortsvorsteher nach der Hessischen Gemeindeordnung.
Der Ortsbeirat besteht aus neuen Mitgliedern. Bei den Kommunalwahlen in Hessen 2021 betrug die Wahlbeteiligung zum Ortsbeirat 54,31 %. Dabei wurden gewählt: vier Mitglieder der SPD und fünf Mitglieder der CDU. Der Ortsbeirat wählte Valentin Schwarz (CDU) zum Ortsvorsteher.

### Wappen
Am 21. Oktober 1963 wurde der Gemeinde Bleichenbach im Landkreis Büdingen, Regierungsbezirk Darmstadt, ein Wappen mit folgender Blasonierung verliehen: In Blau ein goldener Schrägrechtswellenbalken, beseitet oben von einem silbernen Eichenblatt und unten von einer silbernen Roggenähre.

## Kultur und Sehenswürdigkeiten

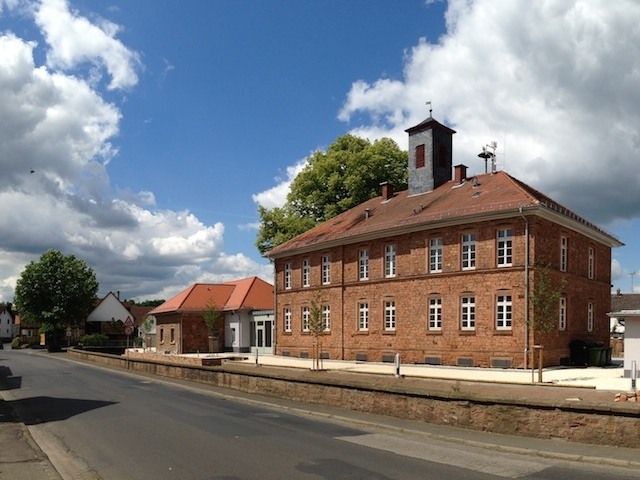
Mehrgenerationenhaus in Bleichenbach

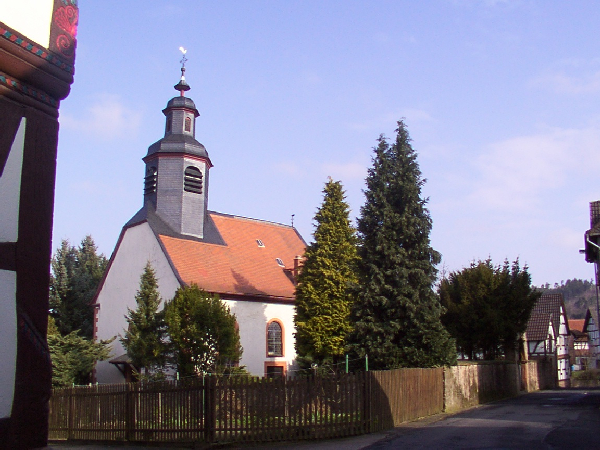
Evangelische Kirche in Bleichenbach

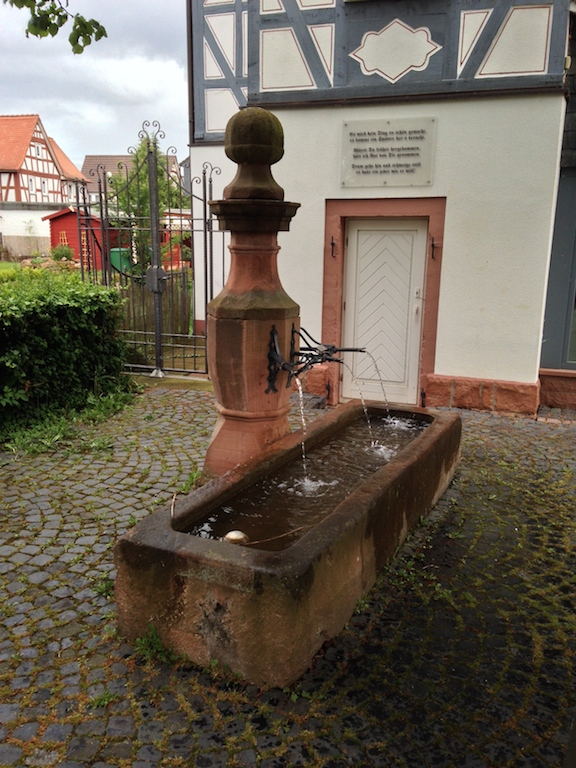
Dorfbrunnen Brauhausborn

### Bauwerke
- Evangelische Kirche Bleichenbach aus dem 16. Jahrhundert in barockem Stil mit Malereien von Isaak Koch
- Ehemalige Schule (Alte Schule)
- historischer Brunnen am Brauhausborn aus dem 18. Jahrhundert
- Brücken: Eine der Besonderheiten des Ortes sind die 12 Brücken, die über den gleichnamigen Bleichenbach führen.
- Aussichtspunkt am Guten Born

### Freizeit- und Sportanlagen
- Am Pfarrhaus befindet sich ein Kinderspielplatz.
- Am Dorfrand befindet sich die Rudolf-Höhn-Sportanlage.
- Richtung Bergheim an der „Schönau“ gibt es zwei Angelteiche.

## Verkehr
- Bundesautobahn 45 Dortmund–Aschaffenburg, Abfahrt Altenstadt und Florstadt;
- Bundesstraße 521, B 457 und B 275;
- Bleichenbach besitzt einen gleichnamigen Haltepunkt an der Bahnstrecke Gießen–Gelnhausen.

## Söhne und Töchter des Stadtteils
- Jörg Neun (* 1966), Fußballprofi u. a. bei Borussia Mönchengladbach
- Christoph Werner (* 1986), Fußballprofi u. a. bei 1. FC Kaiserslautern